# Лукоянов, Артём Владимирович
Артём Влади́мирович Лукоя́нов (род. 31 января 1989, Альметьевск, Татарская АССР) — российский хоккеист, крайний нападающий клуба из Жлобина «Металлург». Воспитанник альметьевского хоккея. Обладатель Кубка Гагарина 2018 в составе «Ак Барса».

## Карьера

### Хоккейная карьера
Начал профессиональную карьеру в 2007 году в составе альметьевского «Нефтяника», выступая до этого за его фарм-клуб. В своём сезоне провёл на площадке 41 матч и набрал 6 (4+2) очков, однако уже на следующий год стал одним из самых результативных форвардов команды. В сезоне 2010/11 Лукоянов вместе с командой дошёл до финала Кубка Братины, где «Нефтяник» уступил тюменскому «Рубину» со счётом 0:4.
Сезон 2011/12 Лукоянов также начинал в ВХЛ, однако уже 20 ноября 2011 года, находясь в ранге лучшего снайпера лиги, был вызван в состав казанского «Ак Барса». 25 ноября в матче против магнитогорского «Металлурга» Лукоянов дебютировал в Континентальной хоккейной лиге. 7 декабря в игре с рижским «Динамо» Лукоянов набрал своё первое очко в лиге, сделав результативную передачу. 5 марта 2012 года во встрече Кубка Гагарина против «Салавата Юлаева» Лукоянов забросил первую шайбу в КХЛ, принеся победу своей команде. Всего в своём дебютном сезоне в КХЛ провёл 25 матчей, набрав 4 (1+3) результативных балла.
3 мая 2012 года руководство казанского клуба приняло решение продлить соглашение с Лукояновым.
1 августа 2024 года покинул «Ак Барс» в связи с истечением срока действия контракта.
30 августа 2024 года подписал контракт с клубов ВХЛ «Юнисон-Москва».  26 ноября 2024 года контракт игрока с «Юнисон-Москва» был расторгнут по соглашению сторон. За московский клуб сыграл 26 матчей, набрал 6 (2+4) очков. 

### Футбольная карьера
20 февраля 2019 года подписал контракт с футбольным клубом первенства ПФЛ «КАМАЗ» Набережные Челны, о чём в клубе объявили 17 апреля. Переход состоялся в результате договора о спортивном сотрудничестве, который распространялся до конца сезона. Единственный матч сыграл 21 апреля, когда вышел на замену на 87-й минуте вместо автора двух мячей Давида Караева в матче против «Уфы-2» (2:0).

## Критика

### Нападение на полицейских
19 августа 2013 года Лукоянов вместе с неким Максимом Груздевым участвовал в столкновении с сотрудниками правопорядка в Альметьевске. В результате один из сотрудников был доставлен в больницу с подозрением на черепно-мозговую травму. Было возбуждено уголовное дело по статье 318 УК РФ — применение насилия в отношении представителя власти.
25 ноября 2013 года состоялось первое судебное заседание, однако на него потерпевшие не явились, и суд принял решение о переносе рассмотрения дела. 27 ноября состоялось второе заседание суда, на котором было принято решение о прекращении уголовного дела. Причиной тому послужил отзыв заявления, так как стороны помирились, а пострадавшей стороне возмещён ущерб.

### Банкротство
В сентябре 2024, по данным «РБ Бизнес», будучи игроком хоккейного клуба «Юнисон-Москва» Лукоянов подал иск в Арбитражный суд Республики Татарстан с просьбой признать его несостоятельным по долгам и обязательствам в 23,6 млн рублей (банкротом). Заседание было назначено на 25 ноября 2024 года, но из-за неявки Артёма Лукоянова в суд оно было перенесено на 3 декабря. 3 декабря 2024 года Арбитражный суд Республики Татарстан признал Артёма Лукоянова банкротом.
Основной причиной крупных долгов игрока СМИ называют его игровую зависимость, с которой он столкнулся ещё будучи игроком хоккейного клуба «Ак Барс».

## Достижения

### Командные
- Серебряный призёр Кубка Братины: 2011.
- Серебряный призёр Кубка Гагарина: 2015, 2020, 2023.
- Обладатель Кубка Гагарина: 2018.
- Бронзовый призёр Кубка Гагарина: 2021.

## Статистика
| Легенда | Легенда                    | Легенда | Легенда                   | Легенда | Легенда    |
| ------- | -------------------------- | ------- | ------------------------- | ------- | ---------- |
| И       | Количество проведённых игр | Штр     | Штрафное время            | +/−     | Плюс-минус |
| Г       | Голы                       | П       | Голевые передачи          | О       | Очки       |
| -       | Статистика неизвестна      | —       | Статистика не учитывалась |         |            |